# Hoffmannia montana
Hoffmannia montana är en måreväxtart som beskrevs av Louis Otho Otto Williams. Hoffmannia montana ingår i släktet Hoffmannia och familjen måreväxter. Inga underarter finns listade i Catalogue of Life.